# Јожеф Ач
Јожеф Ач (мађ. József Ács; Бачка Топола, 14. октобар 1914 — Нови Сад, 3. април 1990) био је југословенски сликар и ликовни критичар.

## Живот и стваралаштво
Основну школу је похађао у Бачкој Тополи, затим гимназију у Суботици. Краљевску уметничку школу завршио је 1938. у Београду. Студије је наставио у истом граду на Академији ликовних уметности у класи професора Мила Милуновића. Један је од покретача и активних учесника ликовних колонија у Војводини. Са директором Градског музеја у Сенти Гезом Триполским основао је 1952. прву југословенску уметничку колонију у Сенти која континуирано ради и данас. Између 1956. и 1980. Ач је водио редовну ликовну критику у листу Magyar Szó у Новом Саду. 
Самостално је излагао од 1954. Током вишедеценијске активности начинио је квантитативно богат и језички хетероген сликарски и цртачки опус. Почетак је у знаку школског поимања реализма. Предели, ентеријери и портрети из прве половине педесетих у знаку су позног колористичког експресионизма под утицајем Коњовића. Средишњи и најквалитетнији период његовог сликарства крајем педесетих и почетком шездесетих година ХХ в. у духу је лирске апстракције, енформела и сликарства материје, чији је водећи представник у Војводини, са значајним местом у српском уметничком простору.
Био је учесник историјске изложбе Апстрактно сликарство у Југославији у Сомбору крајем 1962, када је, недуго после затварања, уследио познати политички напад на апстрактну уметност почетком 1963. Сликама Плаво небо (1959) и Кретање у белом простору (1962) заступљен на изложби Југословенско сликарство шесте деценије у Музеју савремене уметности у Београду 1980. Са делима из периода енформела учествовао је на изложби Централноевропски аспекти војвођанских авангарди 1920--2000, у Музеју савремене ликовне уметности у Новом Саду 2002.
Његово сликарство монохромне, мрке, пепељастосиве материје густих и готово рељефних слојева блиско је типу енформела „високих пасти", уместо четком изведено је помагалима попут великих чешљева помоћу којих у мекани нанос свеже материје оставља дубоке закривљене или кружне урезе. Мотивско полазиште је у тематици пејзажа транспонованог до универзалних симболичких пројекција и значења (Козмичко таласање, 1960; Егзактно кретање, 1961; Козмичко кретање, 1962; Механика у белом простору, 1962. и др.).
Већ из самих назива већине Ачових слика у духу енформела запажа се да он свесно задржава извесне тематске особине слике: појам „простор“ константа је у свим овим називима, но посреди није неко конкретно топографско него пре свега метафоричко и симболичко поимање предела.
После енформела упушта се у различите језичке и техничке експерименте у којима је тешко следити јединствени концептуални смер. У плуралистичкој уметничкој клими 80-их година ХХ века присутан је на сцени учешћем на изложбама Ка постмодерној уметности (Бањалука 1983), Сликарство зреле страсти (Панчево 1986), Ретроспективна изложба (Нови Сад 1986) и Југословенска документа (Сарајево 1989).
Дан ликовне уметности Мађара у Војводини обележава се на дан рођења Јожефа Ача.